# Cephalojonesia incuba
Cephalojonesia incuba là một loài rêu trong họ Cephaloziellaceae. Loài này được Grolle & Vanden Berghen mô tả khoa học đầu tiên năm 1970.